# Moncks Corner
Moncks Corner is een plaats (town) in de Amerikaanse staat South Carolina, en valt bestuurlijk gezien onder Berkeley County.

## Demografie
Bij de volkstelling in 2000 werd het aantal inwoners vastgesteld op 5952.
In 2006 is het aantal inwoners door het United States Census Bureau geschat op 6572, een stijging van 620 (10,4%).

## Geografie
Volgens het United States Census Bureau beslaat de plaats een oppervlakte van
11,6 km², geheel bestaande uit land. Moncks Corner ligt op ongeveer 21 m boven zeeniveau.

## Geboren
- Robin Kenyatta (1942-2004), jazzsaxofonist en -fluitist

## Plaatsen in de nabije omgeving
De onderstaande figuur toont nabijgelegen plaatsen in een straal van 28 km rond Moncks Corner.